# Brattbacktjärnen
Brattbacktjärnen är en sjö i Åre kommun i Jämtland och ingår i Nean-Vapstälvens kustområde. Sjön har en area på 0,0653 kvadratkilometer och ligger 508,1 meter över havet. Brattbacktjärnen ligger i Skäckerfjällen Natura 2000-område.

## Delavrinningsområde
Brattbacktjärnen ingår i det delavrinningsområde (707987-133668) som SMHI kallar för Mynnar i 708127-133407. Medelhöjden är 509 meter över havet och ytan är 1,91 kvadratkilometer. Det finns inga avrinningsområden uppströms utan avrinningsområdet är högsta punkten. Vattendraget som avvattnar avrinningsområdet har biflödesordning 3, vilket innebär att vattnet flödar genom totalt 3 vattendrag innan det når havet efter 9 kilometer. Avrinningsområdet består mestadels av skog (47 procent) och sankmarker (50 procent). Avrinningsområdet har 0,06 kvadratkilometer vattenytor vilket ger det en sjöprocent på 3,2 procent.